# Martin Grabmann
Martin Grabmann (5 de enero de 1875-9 de enero de 1949) fue un sacerdote católico alemán, medievalista e historiador de la teología y la filosofía. Fue un pionero de la historia de la filosofía medieval y ha sido llamado "el mayor erudito católico de su tiempo".

## Primeros años de vida
Grabmann nació en Winterzhofen, Baviera, Alemania, el 5 de enero de 1875 de padres bávaros profundamente religiosos, Joseph Grabmann (1848-1915), un agricultor, y Walburga Bauer (1850-1886). Tenía dos hermanos.
Asistió al gimnasio (escuela secundaria mantenida por el estado que prepara a los alumnos para la educación académica superior en Alemania) en Eichstätt. En la Facultad de Filosofía y Teología de Bischoefliches Lyzeum, un centro de renovación escolástica, Grabmann fue influenciado por su maestro Franz von Paula Morgott (1829-1900) para estudiar la obra de Tomás de Aquino.

## Vida religiosa
En agosto de 1895, Grabmann ingresó al noviciado dominicano en lo que ahora es Olomouc en la República Checa, pero lo dejó seis meses después para ejercer el sacerdocio secular. Fue ordenado sacerdote el 20 de marzo de 1898. Se convirtió en terciario de la Orden Dominicana en 1921. Después de la ordenación, fue enviado por su obispo a estudiar a Roma.

## Investigación
Grabmann fue alumno del Collegium Divi Thomæ de Urbe, la futura Universidad Pontificia de Santo Tomás de Aquino Angelicum en Roma (Italia). En el Angelicum, obtuvo un bachillerato, una licenciatura y un doctorado en filosofía en 1901 y un doctorado en teología en 1902. Grabmann estudió paleografía en la Biblioteca del Vaticano y fue animado por dos de los paleógrafos más destacados de la época, Henry Denifle, prefecto de la biblioteca del Vaticano, y el cardenal Franz Ehrle.
Su investigación se centró en dos grandes temas: Tomás de Aquino, por una parte y, por otra, el tema del Aristotelismo medieval.  Debido a esos estudios realizó en 1916 la importante obra: Forschungen über die lateinischen Aristotesübersetzungen des XIII Jahrhunderts (Münster 1916). Grabmann hizo investigaciones sobre manuscritos en numerosas bibliotecas europeas y descubrió  escritos de Pedro Abelardo, escritos teológicos de Alberto Magno, cuestiones latinas de Meister Eckhart: escritos latinos de los místicos alemanes Johannes von Kastl, Johannes von Sterngassen, y Nikolaus von Strasburg; los escritos filosóficos de Pedro Hispano, comentarios aristotéticos de Siger de Brabante y opúsculos filosóficos de Boecio de Dacia.

## Carrera profesional
Grabmann fue nombrado profesor de teología y filosofía en la Universidad Católica de Eichstätt en 1906.
La primera de sus grandes obras, Die Geschichte der Scholastischen Methode, en dos volúmenes, 1909 y 1911, hizo un amplio uso de textos medievales inéditos. Después de la publicación de su obra en dos volúmenes, el Institut supérieur de philosophie (Instituto Superior de Filosofía) de Lovaina le otorgó un doctorado honoris causa en 1913.
Grabmann fue llamado a la Universidad de Viena en 1913 para ocupar la cátedra de filosofía cristiana en la Facultad de Teología. Allí completó una investigación pionera sobre la historia del aristotelismo en el siglo XIII, que se publicó en 1916 como Forschungen über die lateinischen Aristoteles-Übersetzungen des XIII. Jahrhunderts.
Grabmann regresó a Bavaria en 1918 para servir como profesor de teología dogmática en la Universidad de Munich. Su investigación y publicaciones florecieron, incluidos 212 libros, artículos y reseñas. Entre 1921 y 1938, su investigación lo llevó a la mayoría de las principales bibliotecas italianas especializadas en estudios medievales, así como a bibliotecas de España, Francia, Bélgica y Suecia.
Tuvo el honor de formar parte de muchas Academias científicas: la Academia Bávara (1920), la de Prusia (1934), la de Hungría (1940), la de Austria (1948), la Medieaeval Academy of America (1927), la Pontificia Academia de Santo Tomás de Aquino (Roma 1930) y la Societé Philosophique de Louvain (1932). Cuatro Universidades le confirieron el doctorado honoris causa: Lovaina (1913) y Milán (1932) en Filosofía, Insbruck (1927) y Budapest (1935) en Teología. Desde el punto de vista eclesiástico en 1921 recibió el nombramiento de Prelado Doméstico de Su Santidad, y  en 1941 recibió el nombramiento de Protonotario Apostólico. 

## Influencia en la filosofía
El pensamiento de Grabmann fue fundamental en la comprensión moderna de la escolástica y el papel fundamental de Tomás de Aquino. Fue el primer erudito en elaborar los contornos del desarrollo continuo del pensamiento en la escolástica. Fue el primero en ver que Tomás de Aquino tenía una respuesta y un desarrollo de pensamiento en lugar de un todo único, coherente y orgánico.
Según Battista Mondin, Grabmann interpreta la metafísica de Tomás de Aquino como una versión avanzada de la de Aristóteles basada en la noción del ser común (ens commune) y su teología racional emplea un concepto original del ser para describir los atributos divinos con base en la noción del ser subsistente en sí mismo (esse ipsum subsistens).
Grabmann fue fundamental para fomentar la variedad de interpretaciones contemporáneas tanto del escolasticismo como de Aquino.

## Muerte
Falleció en Eichstätt el 9 de enero de 1949.

## Obras
La obra maestra de dos volúmenes de Grabmann,  Historia del método escolástico (Die Geschichte der scolastischen Methode) (1909-1911), es el primer trabajo académico que describe el desarrollo continuo de la escolástica.
Su Tomás de Aquino: su personalidad y pensamiento (Thomas von Aquin, Eine Einführung in seine Persönlichkeit und Gedankenwelt) (1912) enfatiza el desarrollo del pensamiento de Aquino.  La versión alemana llegó a tener ocho ediciones.  Existen traducciones al holandés, castellano, francés, inglés, catalán y japonés y casi todas las traducciones alcanzaron dos o tres ediciones. 